# Antonio González Izquierdo
Antonio González, född den 13 oktober 1969 i Santander, Spanien, är en spansk landhockeyspelare.
Han tog OS-silver i herrarnas landhockeyturnering i samband med de olympiska landhockeytävlingarna 1996 i Atlanta.